# Augustyn Kubik
Augustyn Kubik (ur. 1 września 1957 w Rydułtowach) – polski ekonomista, w latach 2008–2010 podsekretarz stanu w Ministerstwie Rozwoju Regionalnego, audytor w Europejskim Trybunale Obrachunkowym w kadencji 2010–2016.

## Życiorys
W 1980 ukończył studia ekonomiczne na Wydziale Przemysłu Akademii Ekonomicznej w Katowicach. Kształcił się także w zakresie prawa podatkowego UE na Uniwersytecie Mikołaja Kopernika. Uzyskał uprawnienia biegłego rewidenta (1996) i doradcy podatkowego (2003), a także audytora wewnętrznego (2003).
W latach 1980–1984 pracował w KWK „Rydułtowy” w Wodzisławiu Śląskim na różnych stanowiskach, później zatrudniony w Rybnicko-Jastrzębskim Gwarectwie Węglowym w Jastrzębiu-Zdroju. Od 1986 pełnił funkcję głównego księgowego w Kopalni Węgla Kamiennego „Borynia”. W latach 1991–2002 zajmował stanowisko dyrektora Izby Skarbowej w Katowicach.
Później był głównym inspektorem audytu wewnętrznego i radcą generalnym w Ministerstwie Finansów. W 2007 został doradcą prezesa Najwyższej Izby Kontroli. Od 15 lutego 2008 do 5 maja 2010 pełnił funkcję podsekretarza stanu w Ministerstwie Rozwoju Regionalnego. Z rządu odszedł w związku z objęciem stanowiska audytora w Europejski Trybunale Obrachunkowym (na kadencję 2010–2016).